# TIFF 2018
Cea de-a 17-a ediție a Festivalului Internațional de Film Transilvania s-a desfășurat în perioada 25 mai-6 iunie 2018 la Cluj-Napoca. 
În competiția pentru Trofeul Transilvania au intrat 12 filme.
Filmul de deschidere a festivalului a fost Foxtrot, regizat de Samuel Maoz și distins cu Marele Premiu al Juriului la Festivalul Internațional de Film de la Veneția (2017) și 4 premii ale Academiei Israeliene de Film.

## Filmele din competiția oficială
| Titlu în engleză      | Titlu românesc         | Țara         | Regizor                |
| --------------------- | ---------------------- | ------------ | ---------------------- |
| The Heiresses         | Moștenitoarele         | Paraguay     | Marcelo Martinessi     |
| Scythe Hitting Stone  | Izbiți de soartă       | Germania     | Anna Kruglova          |
| Pity                  | Mila                   | Grecia       | Babis Makridis         |
| Charleston            | Charleston             | România      | Andrei Crețulescu      |
| Scaffolding           | Eșafodaj               | Israel       | Matan Yair             |
| Winter Brothers       | Iarna trădării         | Danemarca    | Hlynur Palmason        |
| Life And Nothing More | Viață și nimic altceva | Spania       | Antonio Mendez Esparza |
| Anchor and Hope       | Ancora și speranța     | Regatul Unit | Carlos Marques-Marcet  |
| Touch Me Not          | Nu mă atinge-mă        | România      | Adina Pintilie         |
| The Guilty            | Vinovatul              | Danemarca    | Gustav Moller          |
| The Home              | Casa                   | Iran         | Asghar Yousefinejad    |
| The Marriage          | Căsătoria              | Kosovo       | Blerta Zeqiri          |